# Jaylen Martin
Jaylen Martin, född 28 januari 2004 i Quincy i Florida, är en amerikansk professionell basketspelare (SF) som spelar för Washington Wizards i National Basketball Association (NBA). Han har tidigare spelat för Brooklyn Nets.
Martin blev aldrig NBA-draftad.